# バッド (U2の曲)
『バッド』（Bad）は、U2のアルバム『焔（ほのお）（The Unforgettable Fire）』に収録されている曲である。

## 概説
ジャムセッション中にギターリフに手を加えている間に出来た曲で、基本トラックは僅か3テイクでレコーディングを終えた。それゆえに生々しいライブ感覚に溢れているが、それについてエッジは「（演奏している間）ラリーがブラシを置いて、スティックを手に取ったんだ。そのおかげでちょっと間隔が空いている部分があるんだけれど、それがドラマチックな効果を上げている」と述べている。そしてブライアン・イーノが曲に合うようにシークエンサーでアルペジオを加えて曲は完成した。
曲のテーマは当時アイルランドに蔓延していたヘロイン中毒についてのものだが、エッジもイーノもダニエル・ラノワも歌詞には興味がなかったので、結局、ボノは歌詞を完成させることができなかった。
この曲のモデルには諸説あって、1987年のシカゴ公演では、ボノはこの曲を演奏する際「これはヘロイン中毒で死んだ友人とこういった事件を繰り返させている社会状況について歌った曲だ」と述べている。またUKでの他のライブでは「貧民窟の人々が腕に注射を差している一方で、裕福な人々が他人よりも幸運に恵まれていないからといって悩んでいる社会状況について歌った曲だ」と述べている。また1987年のスウェーデンのヨーテボリ公演では、「ある友人について歌詞を書いた。彼の名前はGareth Spaulding。彼は21歳の誕生日に大量のヘロインを血管にぶち込んで、死んだんだ。この曲は『Bad』と呼ばれている」と述べている。
が、2011年7月26日、360度ツアー・ピッバーグ公演で、ボノはこの曲を演奏する前に「（この曲は）ある特別な人物のために書いたんだ。今日、その男はこのライブ会場にいる。Cedarwood Road出身なんだ。僕たちはこの曲を彼のためにかいたんだけれど、今夜は彼のために演奏する」と述べたが、その人物はグッギや『Boy]』『War』のジャケットの少年・ピーター・ローウェンの兄弟であるアンディ・ローウェンであることが明らかにされた。

## PV
- 監督：バリー・デブリン
- プロデューサー：ジェームズ・モリス
- ロケ地：パリ、ブリュッセル、ロッテルダム、ロンドン、グラスゴー
- 撮影日：1984年10月～11月
- リリース日：1985年5月

撮影日は「A Sort  of Homecomig」と同じ。

## ライブ
『The Unforgettable Fire』収録曲がライブで再現するのが難しかったので、プログラムされたシークエンサーが使われたが、特に「Bad」ではそれが頻繁に使われた。またこの曲を歌うとき、ボノは様々な挿入歌を挟むことが多い。短い引用から歌詞のまるまる一節の引用を含めると、これまで50以上の歌詞が引用されている。これらの挿入歌は「I'm not sleeping」の歌詞の後に挟まれることが多く、1回の演奏で6個の歌詞を挿入したこともある。挿入歌の挟まれない演奏は滅多にない。
「Bad」のスタジオヴァージョンは「未完成」「曖昧」「焦点が定まっていない」という評価を受けていたが、ライブヴァージョンはそれを覆し、アルバムヴァージョンに批判的だったローリングストーン誌も「ショーが止まったかのようになる」と評した。
Zoo TVツアーでも4thレグまでは頻繁に演奏され、逆にPopmartツアーでは4thレグまで演奏されなかったが、その後のElevationツアー、Vertigoツアー、360度ツアーではまたセトリの常連となった。

## ライブエイド
85年7月13日にウェンブリー・スタジアムで開かれたライブエイドにU2も主演し、「Sunday Bloody Sunday」とこの曲を演奏した。ルー・リードの「Satellite of Love」と「Walk on the Wild Side」、The Rolling Stonesの「Ruby Tuesday」と「Sympathy for the Devil」を挿入したこの曲の演奏は延々12分にも及び、おかげて予定していた「Pride」の演奏ができない羽目に陥ったが、その理由はボノが演奏中にステージから飛び降りて、観客の女の子と一緒に踊ったからだった。
2005年、Wham!を観るために最前席にいたこの女の子――Kal Khaliqueという名前で、当時15歳――はボノが自分の人生を救ってくれたと告白した。というのも、そのとき、彼女は周囲の客に押し潰されそうになっており、それをみとめたボノが、客に彼女を助けるように促したのだが、声が届かなかったので、ステージから降りて彼女を助けにいったというのだ。
後でボノは他のバンドのメンバーにこっぴどく怒られ、危うくバンドをやめそうになったが、このときの模様がテレビで大々的に放送されたおかげでU2の知名度は飛躍的に上昇し、ライブの後、U2のすべてのアルバムがUKでチャートインするという現象が起きた。

## Wide Awake in America
収録曲
1. Bad (Live)
2. A Sort of Homecoming (Live)
3. The Three Sunrises
4. Love Comes Tumbling

北米向けにリリースされたEPで、収録曲は「Bad」以外、「The Unforgettable Fire（曲）」のシングルと同じである。
「 Bad (Live)」は1984年11月12日のバーミンガム公演のライブヴァージョンで、プロデューサーにはロン・セイント・ジャーメイン、ケビン・キルン、U2がクレジットされている。
「A Sort of Homecoming (Live)」は、1984年11月15日のロンドンのウェンブリー・アリーナのライブの前のサウンドチェックの時のもの。当初イーノとラノワがプロデュースを手掛けていたが、なかなか仕上げることができなかったので、急遽、ボウイのプロデュースで有名なトニー・ヴィスコンティを起用して制作された。観客の声は後でヴィスコンティが付け足したもの。
「The Three Sunrises」と「Love Comes Tumbling」は『The Unforgettable Fire』のアウトテイクである。
このEPのセールスは好調で、1987年、1989年、1997年の3回再発された。
なおアルバムのジャケットはイギリスの映像作家・マット・マーハンで、彼は「With or Without You」「Love is Blindness」「Song for Someone」のPVも監督している。

## 評価
- 1989年ラジオヴェロニカ（オランダ）が選ぶオールタイムベスト500第107位[9]
- 2003年Mojoが選ぶロックの殿堂：U2のライブエイドでの「Bad」の演奏[10]